# فابیان اشنایت
فابیان اشنایت (انگلیسی: Fabian Schnaidt؛ زادهٔ ۲۷ اکتبر ۱۹۹۰) دوچرخه‌سوار اهل آلمان است.